# La Villita, Guerrero
La Villita är en ort i Mexiko.   Den ligger i kommunen Tixtla de Guerrero och delstaten Guerrero, i den södra delen av landet, 220 km söder om huvudstaden Mexico City. La Villita ligger 1 027 meter över havet och antalet invånare är 219.
Terrängen runt La Villita är kuperad åt nordväst, men åt sydost är den bergig. La Villita ligger nere i en dal. Runt La Villita är det glesbefolkat, med 15 invånare per kvadratkilometer. Närmaste större samhälle är Chilpancingo de los Bravo, 16,1 km nordväst om La Villita. I omgivningarna runt La Villita växer huvudsakligen savannskog.